# Warum Ulli sich am Weihnachtsabend umbringen wollte
Warum Ulli sich am Weihnachtsabend umbringen wollte ist ein deutscher Spielfilm des niederländischen Regisseurs Edwin Brienen aus dem Jahr 2005.

## Handlung
Ulli ist eine einsame Seele und startet eine verzweifelte Suche nach Gesellschaft. Aber wen er auch fragt, seinen besten Freund Elton, seine Schwester Bettina und selbst seine Mutter Evelyn, keiner hat Zeit für ihn. Für Ulli beginnt eine dreitägige Suche voller Zurückweisung und Demütigung. In einem Akt der Verzweiflung beschließt er ein Mädchen, das er auf der Straße trifft, zu entführen, um sie somit zu zwingen den Weihnachtsabend mit ihm zu verbringen.

## Kritik
„…kleinen Perlen der heiter-verzweifelten Beschreibung menschlicher Beziehungslosigkeit und –unfähigkeit. Ein Film voller Tragikomik, der teils die Grenze zum Absurden berührt.“

„Moderne Update von Fassbinder. Eine schöne Bescherung für Weihnachtsfeinde.“

„Interessant, wie der Film es schafft in kurzen sprühenden Szenen die allweihnachtliche Tragödie zu skizzieren. Hemmungslos vermischen sich Satire und Realität zu Nahaufnahmen der Gesellschaft westlicher Metropolen zwischen Einsamkeit, Hass und Sehnsucht. Wunderbar poetisch“

„Der Film kann getrost zu den unterhaltsamsten deutschen Filmen der letzten Jahre gezählt werden.“